# Sakura Gakuin 2011-nendo ~FRIENDS~
Albums de Sakura Gakuin
Sakura Gakuin 2010-nendo ~message~
(27 avril 2011) Sakura Gakuin 2012nendo ~My Generation~
(13 mars 2013)
Singles
1. Verishuvi
Sortie : 21 décembre 2011
2. Please! Please! Please! (Twinklestars)
Sortie : 6 juillet 2011
3. FRIENDS
Sortie : 23 novembre 2011
4. Tabidachi no Hi ni
Sortie : 15 février 2012
5. Ii ne! (BABYMETAL)
Sortie : 7 mars 2012

Sakura Gakuin 2011-nendo ~FRIENDS~ (さくら学院 2011年度 ～FRIENDS～) est le deuxième album studio du groupe féminin japonais Sakura Gakuin.

## Détails de l'album
Il sort le 21 mars 2012 sous le label Universal Music Japan, en plusieurs éditions : l'édition régulière contenant seulement le CD et trois éditions limitées écrites Sa, Ku et RA contenant chacun le CD avec un DVD en supplément.
C'est aussi le premier album avec les deux nouveaux membres arrivés en juillet 2011, Rinon Isono et Hana Taguchi et le dernier avec trois des membres originaux, Ayami Mutō, Ayaka Miyoshi, Airi Matsui qui quittent en même temps le groupe en mars 2012 et sont alors les plus âgées et faisant partie de la 1re génération du groupe. Ce sera aussi en cette occasion la dissolution du troisième sous-groupe SCOOPERS occupé par Ayaka Miyoshi et Airi Matsui. Par ailleurs, les trois membres seulement interprètent la chanson 3 a.m. qui marque ainsi le départ de ces membres. Le titre de la chanson est un jeu de mots entre l'heure "3 A.M." (en anglais et se traduit par "3 heures du matin"), les initiales identiques des noms des chanteuses (Ayami Mutō, Ayaka Miyoshi et Airi Matsui) et le fait qu'elles soient 3 à interpréter ce titre.
L'album comprend le deuxième et troisième single du groupe Verishuvi et Tabidachi no Hi ni ainsi que le deuxième single du sous-groupe Twinklestars, Please! Please! Please! sorti le 6 juillet 2011. Il comprend aussi une chanson de l'autre sous-groupe BABYMETAL, intitulée Ii ne! sortie en single sous le nom de Babymetal × Kiba of Akiba le 7 mars 2012, mais figure dans l'album sous une version remixée. Il comprend aussi la chanson de tout le groupe, FRIENDS, sortie en single sous format de téléchargement numérique le 23 novembre 2011.
L'album atteint la 56e place des classements hebdomadaires de l'Oricon Weekly Charts, et y est resté pendant 2 semaines. Il est alors l'album du groupe à avoir atteint la plus basse place de ces classements.

## Formation
- 1re génération : Ayami Mutō ; Ayaka Miyoshi ; Airi Matsui ; Suzuka Nakamoto ; Marina Horiuchi ; Raura Iida ; Nene Sugisaki ; Hinata Satō
- 2e génération : Yui Mizuno ; Moa Kikuchi
- 3e génération : Rinon Isono ; Hana Taguchi

## Liste des titres
| 1.  | Verishuvi (ベリシュビッッ)                               | 2e single                              | 4:37 |
| 2.  | FRIENDS                                                  |                                        | 4:12 |
| 3.  | Please! Please! Please! (プリーズ！プリーズ！プリーズ！) | Baton Club Twinklestars (2e single)    |      |
| 4.  | Rapicamu (ラピカム)                                      | Baton Club Twinklestars                | 4:00 |
| 5.  | Hashire Shōjiki Mono (走れ正直者)                        | Go Home Club sleepiece                 |      |
| 6.  | Yokubari Fille (よくばりフィーユ)                        | Cooking Club Mini-Patissier            |      |
| 7.  | Ii ne! (Vega Mix Version) (いいね！)                     | Heavy Music Club BABYMETAL             |      |
| 8.  | Otomegokoro (オトメゴコロ)                               |                                        |      |
| 9.  | Pictogram (ピクトグラム)                                 |                                        |      |
| 10. | 3.a.m                                                    | Ayami Mutō, Ayaka Miyoshi, Airi Matsui | 4:46 |
| 11. | See you...                                               |                                        | 4:28 |
| 12. | Tabidachi no Hi ni (旅立ちの日に)                        | 3e single                              | 3:35 |

| 1. | Verishuvi Music Clip                                                                           |  |
| 2. | Sakura Gakuin 2011 Nendo Mekiuchi Gakunenmatsu Test (さくら学院 2011年度 抜き打ち学年末テスト) |  |
| 3. | Sakura Gakuin "Muto Ayami no Heya" (さくら学院 “武藤彩未の部屋”)                               |  |
| 4. | Team Ayaka - Shinri Test ~Honto no Otomegokoto.~ (心理テスト ~本当のオトメゴコロ。~)           |  |
| 5. | Tokuten Eizō (特典映像)                                                                        |  |

| 1. | Tabidachi no Hi ni Music Clip                                                                    |  |
| 2. | Dorama "Akogare no FRIENDS ~Mizuno Yui no Yuuutsu~" (ドラマ「憧れのFRIENDS ～水野由結の憂鬱～」) |  |
| 3. | Dorama "Akogare no FRIENDS ~Muto Ayami no Yabō" (ドラマ「憧れのFRIENDS ～武藤彩未の野望～」)     |  |
| 4. | Sakura Gakuin "Matsui Airi no Heya" (さくら学院 “松井愛莉の部屋”)                                |  |
| 5. | Team Ayami - Shinri Test ~Honto no Otomegokoto.~ (心理テスト ~本当のオトメゴコロ。~)             |  |
| 6. | Tokuten Eizō (特典映像)                                                                          |  |

| 1. | FRIENDS Music Clip                                                                       |  |
| 2. | "Pictogram" no Music Clip wo Tsukurō! (「ピクトグラム」のミュージッククリップを作ろう！) |  |
| 3. | Sakura Gakuin "Miyoshi Ayaka no Heya" (さくら学院 “三吉彩花の部屋”)                      |  |
| 4. | Team Airi - Shinri Test ~Honto no Otomegokoto.~ (心理テスト ~本当のオトメゴコロ。~)      |  |
| 5. | Tokuten Eizō (特典映像)                                                                  |  |